# Dawit Kandelaki
Dawit Kandelaki (georgisch დავით კანდელაკი; russisch Давид Владимирович Канделаки, Dawid Wladimirowitsch Kandelaki; * Oktober 1895 in Kulaschi bei Kutaissi; † 29. Juli 1938 in Kommunarka bei Moskau) war ein sowjetischer Politiker und Diplomat.

## Leben
Kandelaki entstammte einer georgischen Adelsfamilie. Er wurde 1912 Mitglied der Partei der Sozialrevolutionäre, 1918 Mitglied der KPR(B). Von 1921 bis 1930 war er Volkskommissar für Bildung in Georgien. Von 1930 bis Dezember 1934 leitete er die sowjetische Handelsvertretung in Stockholm. 
Kandelaki erledigte in Stalins Auftrag Spezialaufgaben in der Außenpolitik. Von Dezember 1934 bis April 1937 war er Leiter der sowjetischen Handelsvertretung in Berlin. 1936 versuchte er dort die Möglichkeiten einer Übereinkunft von Hitler und Stalin auszuloten. Im April 1937 wurde er nach Moskau abberufen und zum Stellvertretenden Volkskommissar für Außenhandel ernannt. Am 11. September 1937 wurde Kandelaki verhaftet und am 29. Juli 1938 erschossen. Seine Familie wurde verbannt.
Kandelaki wurde am 26. Mai 1956 rehabilitiert.

## Auszeichnungen
- Am 10. Juli 1935 wurde Kandelaki für seine hervorragenden Dienste im Bereich des Außenhandels mit dem Lenin-Orden ausgezeichnet.